# 일본제 한자

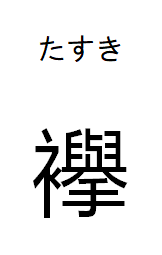

일본제 한자(일본어: 和製漢字)는 한자의 제자원리에 따라 일본에서 만들어진, 중국 본토나 다른 한자문화권에서 쓰이지 않는 일본 고유의 한자를 가리킨다. 일본에만 있는 개념이나 사물을 나타내려고 만들어진 점과, 일본에서
훈독용법이 사용되고있는 점 때문에 일본제 한자의 대부분은 훈독(=일본 고유어)으로 읽히며, 따라서 독음의 음절 수도 다음절인 것이 다른 한자문화권 국가와의 큰 차이점이다.

## 음독
일본제 한자의 작성 방법은, 한자의 「육서」의 조자 규칙 중 「회의」또는 「형성」에 의해서 있어서는 거의 회의 문자이며, 음독은 없는 것이 많다. 그러나 음독이 전혀 없는 것은 아니며, 음독 밖에 없는 글자도 있다. 음독이 없으면 숙어를 만들 때 불편한 경우는, 한자에서 부수를 제외한 부분의 읽는 법을 음독으로 한다. '働'에서는 우측의 '動'자를 'どう'라고 읽으므로 '働'의 음독도 'どう'이다. '搾'에서는 오른쪽 아래에 있는 글자를 'さく'라고 읽으므로 '搾'의 음독도 'さく'로 한다.
| 일본제 한자 | 훈독                   | 음독 | 비고                                                                          | 한국식 훈 음                  |
| ----------- | ---------------------- | ---- | ----------------------------------------------------------------------------- | ----------------------------- |
| 峠          | とうげ                 | -    | 대만에서는 '旁'을 '卡'이라고 쓰는 경우가 많음                                 | 고개 상                       |
| 辻          | つじ                   | -    |                                                                               | 네거리 십                     |
| 笹          | ささ                   | -    |                                                                               | 조릿대 세                     |
| 榊          | さかき                 | -    |                                                                               | 비쭈기나무 신                 |
| 腺          | -                      | せん | 중국 '신화자전(新華字典)'에 'xiàn'이라고 실려 있음                            | 샘 선                         |
| 栃          | とち                   | -    | '櫔'의 약자를 변형한 것                                                       | 상수리나무 회                 |
| 畠          | はたけ                 | -    | 밭의 일본어 고대 명칭                                                         | 밭 전                         |
| 畑          | はたけ                 | -    | 중국 '신화자전(新華字典)'에 'tián'이라고 실림. 일본에서 논은 田, 밭은 畑이다. | 밭 전                         |
| 匂          | にお（う）・にお（い） | -    |                                                                               | 냄새 내                       |
| 凪          | なぎ・な（ぐ）         | -    |                                                                               | (바람이나 파도 따위가)그칠 지 |
| 凧          | たこ                   | -    |                                                                               | 연 궤                         |
| 俣          | また                   | -    | 중국 한시에 'yú'라고 읽은 예가 있음                                           | 갈래지을 오                   |
| 枠          | わく                   | -    |                                                                               | 벚나무 화                     |
| 込          | こ（む）・こ（める）   | -    |                                                                               | 담을 입                       |
| 躾          | しつけ                 | -    |                                                                               | (예절을)가르칠 미             |
| 働          | はたら（く）           | どう | 働을 대신하여 한국에서는 動을, 중국에서는 动(動의 간체)을 사용한다.           | 굼닐, 일할 동                 |
| 搾          | しぼ（る）             | さく | 중국어 '榨'자의 잘못된 자                                                     | (즙이나 기름따위를)짤 착      |
| 錻          | ぶりき                 | ぶ   |                                                                               | 주석판 무                     |
| 襷          | たすき                 | -    | 일본제 한자가 아닐 가능성이 있음                                              | 멜빵 거                       |
| 辷          | すべ（る）             | -    |                                                                               | 미끄러질 일                   |
| 糀          | こうじ                 | -    |                                                                               | 누룩 화                       |
| 樫          | かし                   | -    |                                                                               | 떡갈나무 견                   |
| 鱈          | たら                   | -    |                                                                               | (생선)대구 설                 |
| 萩          | はぎ                   | -    |                                                                               | 사철쑥, 개오동나무 추         |

## 같이 보기
- 일본어의 한자
- 일본제 한자어